# Jeremiah Azu
Jeremiah Azu (né le 15 mai 2001 à Rumney, Cardiff) est un athlète Britannique spécialiste du sprint. Champion britannique en 2022, il remporte la médaille de bronze aux Championnats d'Europe à Munich en 2022. Il remporte la médaille d’or sur 60m aux Championnats du monde indoor à Apeldoorn en 2025.

## Biographie
En 2021, il devient champion européen espoir sur 100 m. En 2022, il finit troisième du championnat national britannique sur 60 m en salle puis champion britannique du 100 m. En juillet 2022, il est finaliste des Jeux du Commonwealth en terminant la course cinquième en 10 s 19 ; le mois suivant aux Championnats d'Europe à Munich en 2022, il monte sur la troisième marche du podium du 100 m derrière l'italien Marcell Jacobs et son compatriote Zharnel Hughes.

## Palmarès
| Date | Compétition                    | Lieu      | Résultat | Épreuve   | Temps   |
| ---- | ------------------------------ | --------- | -------- | --------- | ------- |
| 2022 | Championnats d'Europe          | Munich    | 3e       | 100 m     | 10 s 13 |
| 2022 | Championnats d'Europe          | Munich    | 1er      | 4 x 100 m | 37 s 67 |
| 2023 | Jeux européens                 | Chorzów   | 3e       | 100 m     | 10 s 16 |
| 2023 | Championnats d'Europe espoirs  | Espoo     | 1er      | 100 m     | 10 s 05 |
| 2023 | Championnats du monde          | Budapest  | 4e       | 4 × 100 m | 37 s 80 |
| 2024 | Jeux olympiques                | Paris     | 3e       | 4 × 100 m | 37 s 61 |
| 2025 | Championnats d'Europe en salle | Apeldoorn | 1er      | 60 m      | 6 s 49  |
| 2025 | Championnats du monde en salle | Nankin    | 1er      | 60 m      | 6 s 49  |

## Records
| Épreuve | Temps               | Lieu         | Date        |
| ------- | ------------------- | ------------ | ----------- |
| 100 m   | 9 s 97 (+ 1,4 m/s)  | Leverkusen   | 25 mai 2024 |
| 200 m   | 20 s 96 (- 0,3 m/s) | Loughborough | 22 mai 2022 |